# Ejército para la Independencia Kachin
El Ejército para la Independencia Kachin (en kachin: ShangLawt Hpyen; en birmano: ကချင် လွတ်မြောက်ရေး တပ်မတော်) es un grupo armado no estatal y el brazo militar de la Organización para la Independencia Kachin (KIO), un grupo político de etnia kachin en el norte de Myanmar (antes Birmania). Los kachin son una coalición de seis tribus cuya patria abarca territorios en Yunnan, China, el noreste de la India y el estado de Kachin en Myanmar.
El Ejército de la Independencia de Kachin está financiado por el KIO, que recauda dinero a través de impuestos regionales y el comercio de jade, madera y oro. Está armado con una combinación de AK-47, rifles de fabricación local (como el KA) y algo de artillería. El cuartel general del Ejército de la Independencia de Kachin se encuentra en Laiza, en el sur del estado de Kachin, cerca de la frontera con China.
En 2009, Thomas Fuller de The New York Times estimó el número de soldados activos del KIA en alrededor de 4000. Están divididos en cinco brigadas y una brigada móvil. La mayoría están estacionados en bases cerca de la frontera con China, en franjas de territorio controladas por KIO. En octubre de 2010, los comandantes del KIA dijeron que tenían "16 000 soldados regulares y 10 000 reservistas". En mayo de 2012, el grupo tenía alrededor de 8000 soldados. Los miembros del Ejército de Independencia de Kachin son en su mayoría militantes.
Nuevo Ejército Democrático-Kachin (NDA-K) es un grupo que se separó del KIA. Dirigida por Zahkung Ting Ying, se afilió a la CPB en 1968 y se convirtió en la NDA-K en diciembre de 1989.

## Actividad guerrillera
Antes del alto el fuego, el KIA era principalmente una fuerza guerrillera, pero la paz brindó la oportunidad de establecer una academia militar y diseñar programas de capacitación para oficiales.
Aunque el alto el fuego todavía estaba en vigor, en 2009 muchos kachin esperaban un brote renovado junto con las elecciones programadas para 2010. La junta militar exigió que todos los ejércitos étnicos se desarmen, porque la constitución requiere solo un ejército en Myanmar. Según el jefe de personal de KIA, General Gam Shawng Gunhtang, la demanda de desarme "no era aceptable". En febrero de 2010, Shawng dijo: "No puedo decir si habrá guerra con seguridad, pero el gobierno quiere que nos convirtamos en una fuerza de guardia fronteriza para ellos a fin de mes. No haremos eso, ni nos desarmaremos, hasta que nos hayan dado un lugar en una unión federal y derechos étnicos como se acordó en el Acuerdo de Panglong en 1947".

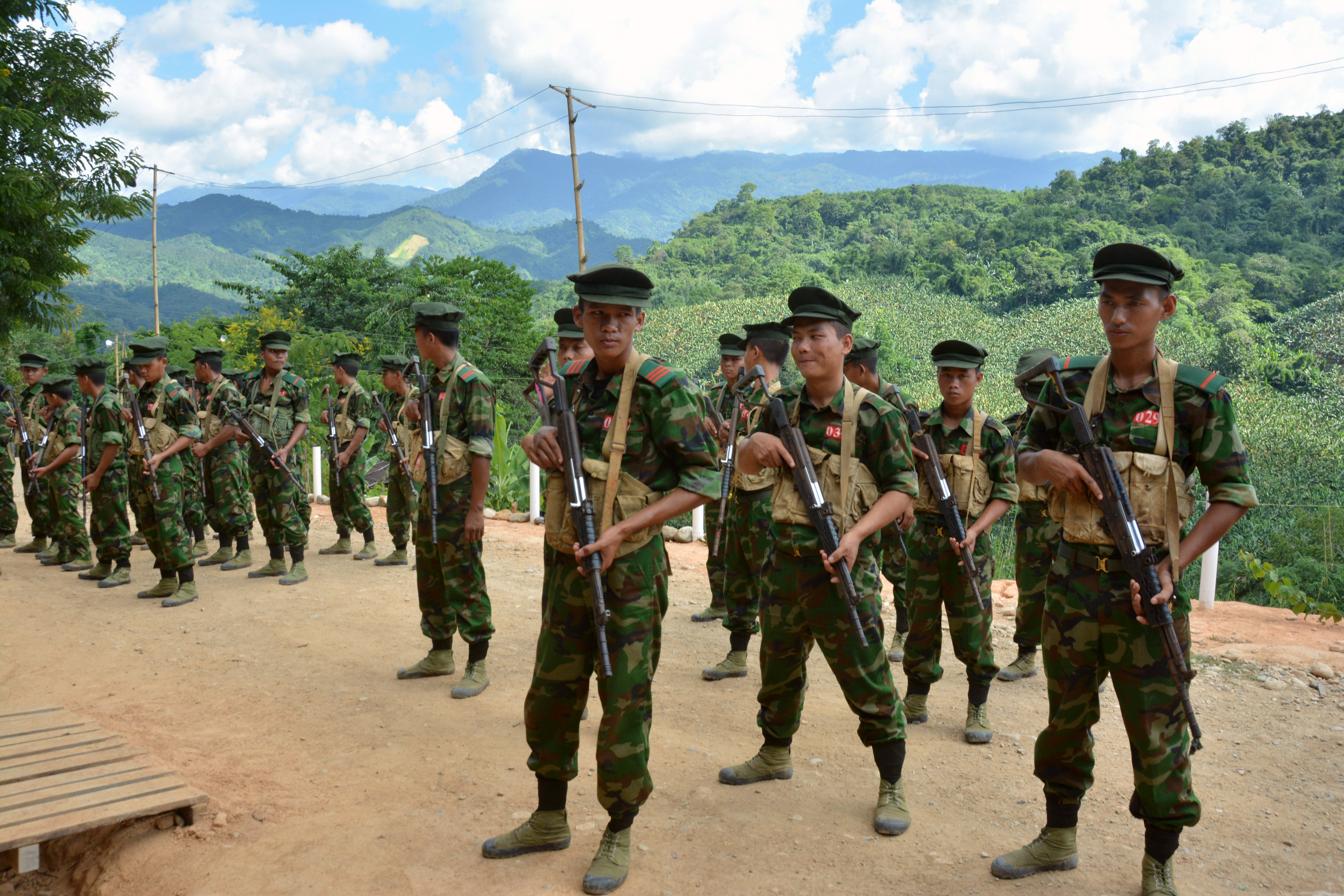
Cadetes del Ejército de la Independencia de Kachin en octubre de 2016.

En 2011, el general Sumlut Gun Maw confirmó que se habían reanudado los combates. Una razón para romper el alto el fuego fue la creación de la presa Myitsone, que requirió la inundación de decenas de aldeas en el estado de Kachin. El conflicto de Kachin desplazó a aproximadamente 100 000 personas desde que se rompió el alto el fuego y mató a cientos. Miles de manifestantes se reunieron en Myitkyina el 20 de diciembre de 2013 para protestar por el reclutamiento forzoso de personas de etnia shan para el KIA, que al parecer reclutó a unos 100 insurgentes taileng del municipio de Mansi a finales de 2013.
En el 2021, después del golpe de Estado de Myanmar el Ejército de Independencia de Kachin aumentara su actividad y se apoderara de 10 bases militares de Myanmar.